# Alo Raun
Alo Raun (bis 1935 Aleksei Reissmann, * 25. Apriljul. / 8. Mai 1905greg. in Tartu; † 14. Juni 2004 in Bloomington (Indiana)) war ein estnischer Sprachwissenschaftler und Finnougrist.

## Leben
Raun machte 1924 am Hugo-Treffner-Gymnasium cum laude sein Abitur und immatrikulierte sich im gleichen Jahr an der Universität Tartu zum Studium der Sprachwissenschaft. Er studierte ab 1927 vornehmlich Uralistik bei Julius Mark, ferner Indogermanistik bei Ernst Kieckers, Ostseefinnische Sprachen bei Julius Mägiste und Folkloristik bei Walter Anderson. 1931 erlangte er mit einer Arbeit zu den permischen Sprachen den Magistergrad. Seine weiteren Studien führten ihn nach Budapest, wo er sich mit den Turksprachen befasste, 1938 und 1939 war er Estnischlektor an der Universität Turku. Seine Doktorarbeit verteidigte er 1942 während der deutschen Besetzung von Estland.
1944 verließ er Estland und ging zunächst nach Deutschland, wo er von 1946 bis 1949 an der Baltischen Universität tätig war, deren Estnischer Rektor er vom 13. April 1948 bis zum 16. Juni 1949 war. 1949 übersiedelte Raun in die Vereinigten Staaten, wo er zunächst in Parkland (Washington) eine Anstellung erhielt. Ab 1952 war er Professor am Lehrstuhl für Uralische und Altaische Sprachen der Indiana University. Seit 1975 war er im Ruhestand.

## Forschungstätigkeit
Raun behandelte in seinen Studien fast alle finnougrischen Sprachen und beschäftigte sich darüber hinaus auch mit den Turksprachen. Einer seiner Schwerpunkte lag auf den Sprachkontakten. Seine wichtigsten Arbeiten erfolgten dennoch auf dem Gebiet des Estnischen. Hier wirkte er vor allem als Etymologe, nachdem er bei der Herausgabe des von Julius Mägiste bei seinem Tod nachgelassenen Manuskript eines Estnischen etymologischen Wörterbuchs entscheidende Mitarbeit geleistet hatte. Nebenher publizierte er ein eigenes kleines etymologisches Wörterbuch (s. u.).
Dank Alo Raun wurde Bloomington „zu einem wichtigen Lehr- und Forschungszentrum für finnougrische Sprachen in Amerika.“

## Auszeichnungen
- 1976 Ehrenmitglied der Linguistic Society of America
- 1976 Ehrenmitglied der Societas Uralo-Altaica
- 1988 Ehrenmitglied der Gelehrten Estnischen Gesellschaft
- 2001 Orden des weißen Sterns (II. Klasse)

## Bibliografie (Auswahl)

### Monografien
- The Mordva. New Haven (Conn.): Human Relations Area Files 1955. XII, 134 S.
- The Ostyak and the Vogul. New Haven: Human Relations Area Files 1955. XIII, 180 S.
- The first Cheremis grammar (1775). A facsimile edition with introduction and analysis by Thomas A. Sebeok and Alo Raun. Chicago: Newberry Library 1956. III, 65, 136 S.
- Introduction to the study of Karelian. [Bloomington: s.n.] 1961. II, 75 S.
- Johdatusta strukturaalikielitieteeseen. Helsinki: Suomalaisen Kirjallisuuden Seura 1963. 82 S.
- Essays in Finno-Ugric and Finnic Linguistics. Bloomington, The Hague: Mouton & Co 1971. 128 S. (Uralic and Altaic Series. University of Bloomington, Indiana 107)
- Eesti keele etümoloogiline teatmik. Rooma, Toronto: Maarjamaa 1982. 222 S.
- (gemeinsam mit Andrus Saareste): Introduction to Estonian Linguistics. Wiesbaden: Harrassowitz 1965. 123 S. (Ural-Altaische Bibliothek 12)

Vgl. ferner:
- Studies in Finno-Ugric Linguistics. In Honor of Alo Raun. Edited by Denis Sinor. Bloomington 1977. 440 S. (Uralic and Altaic Series. University of Bloomington, Indiana 131)

### Aufsätze
- Soome ja eesti keele vastastikest suhetest, in: Eesti Keel 18 (1939), S. 139–162.
- Zur Komparation im Finnisch-Ugrischen, in: Apophoreta Tartuensia. Stockholm: Societas Litterarum Estonia in Svecia 1949, S. 57–62.
- Zu den Präverben im Estnischen, in: Neuphilologische Mitteilungen 53 (1952), S. 242–258 (Bulletin de la société néophilologique de Helsinki).
- The Chuvash Borrowings in Zyrian, in: Journal of the American Oriental Society 77 (1957), S. 40–45.
- Über die ältesten germanischen Lehnwörter im Ostseefinnischen, in: Ural-Altaische Jahrbücher 30 (1958), S. 30–34.
- The Equivalents of English 'than' in Finno-Ugric, in: American Studies in Uralic Linguistics. Ed. by the Indiana University Committee on Uralic Studies. Bloomington: Indiana University 1960, S. 149–247 (Uralic and Altaic Series. University of Bloomington, Indiana 1).
- Introduction to Stress Groups in Estonian, in: Explanationes Et Tractationes Fenno-Ugricas In Honorem Hans Fromm. Edidit Erhard F. Schiefer. München: Fink 1979, S. 269–294.
- Eesti proosakeele sõnavarast kodumaal ja paguluses, in: Tulimuld 3/1984, S. 126–129.
- The Mordvin language, in: The Uralic Languages. Description, History and Foreign Influences. Edited by Denis Sinor. Leiden et al.: Brill 1988, S. 96–110 (Handbuch der Orientalistik. Achte Abteilung, 1).
- Proto-Uralic Comparative Historical Morphosyntax, in: The Uralic Languages. Description, History and Foreign Influences. Edited by Denis Sinor. Leiden et al.: Brill 1988, S. 555–571 (Handbuch der Orientalistik. Achte Abteilung, 1).
- Lexicography of the Uralic Languages IV: Estonian and Livonian, in: Wörterbücher. Dictionaries. Dictionnaires. Edited by Franz Josef Hausmann et al. 3. Teilband. Berlin, New York: De Gruyter 1991, Sp. 2392–2395 (Handbücher zur Sprach- und Kommunikationswissenschaft 5,3).

## Sekundärliteratur
- Paul Alvre: Alo Raun – sein Leben und Schaffen, in: Linguistica Uralica 3/1990, S. 197–201.
- Paul Alvre: Alo Rauna meenutades, in: Keel ja Kirjandus 5/2005, S. 425–427.